# Cleidion verticillatum
Cleidion verticillatum är en törelväxtart som beskrevs av Henri Ernest Baillon. Cleidion verticillatum ingår i släktet Cleidion och familjen törelväxter. Inga underarter finns listade i Catalogue of Life.